# Synco Reijnders (1863-1936)
Synco Reijnders (Wildervank, 6 april 1863 - Rolde, 13 september 1936) was een Nederlandse burgemeester.
Reijnders was een zoon van Reinhart Reijnders en Grietje Meursinge. Zijn gelijknamige grootvader Synco was burgemeester van Appingedam en zijn oom Izaäk Herman was burgemeester van Stadskanaal. Zijn grootvader van moederskant Jan Alberts Meursinge was burgemeester van Anloo en gedeputeerde van de provincie Drenthe.
Reijnders was voor zijn benoeming tot burgemeester van Borger gemeenteontvanger aldaar. Hij solliciteerde na het vertrek van burgemeester Dibbits naar de vrijgevallen functie. Ondanks een negatief advies van de toenmalige Commissaris des Konings Van Swinderen werd Reijnders toch door de Kroon benoemd. Het negatieve advies had mogelijk te maken met een vermeend frequent bezoek aan herbergen en zijn consumptie van sterkedrank. Ook speelde bij het negatieve advies een rol, dat de zwager van Reijnders, de glasfabrikant J. Meursing, al raadslid was, waardoor er wellicht sprake zou kunnen zijn van een ongewenste concentratie van macht. In 1901 werd hij benoemd tot burgemeester van Rolde, deze functie bekleedde hij dertig jaar.
Reijnders trouwde op 29 december 1890 te Borger met Rensina Gesina Meursing, dochter van de gemeenteontvanger Jacob Meursing en Hinderika Lussingh Wigchering.